# Batalla de Tévar
La batalla de Tévar se produjo en 1090 entre las tropas del rey Al-Múndir de la taifa de Lérida, comandadas por Berenguer Ramón II de Barcelona, contra la mesnada de Rodrigo Díaz, llamado el Campeador, con el resultado de victoria del Cid y captura del conde barcelonés.
En su campaña levantina tras su segundo destierro, Rodrigo Díaz actuaba como un caudillo autónomo, y comenzó por asegurarse sobre el terreno controlando el territorio de lo que había sido la taifa de Denia, en esos momentos perteneciente al rey musulmán de la taifa de Lérida y cuya protección estaba encomendada, mediante el pago de parias, al conde de Barcelona Berenguer Ramón II el Fratricida, quien debía responder a los ataques de Rodrigo en Denia en defensa de los intereses del rey leridano. Más tarde el Campeador se trasladó desde Burriana a la zona de Morella, invadiendo de nuevo territorio del rey de Lérida. Tras intentar una gran coalición contra el Cid, Berenguer tuvo que hacerle frente con sus propias fuerzas en el pinar de Tévar –probablemente el pinar de Pereroles o sus aledaños (extremo norte de la provincia de Castellón y del puerto de montaña de Torre Miró), en las cercanías de La Puebla de Alcolea, a unos dieciocho kilómetros al norte de Morella y diez al sur de Monroyo–, siendo derrotado y capturado por El Cid.

## Desarrollo
Tras el segundo destierro de Rodrigo Díaz el Campeador en 1089 a causa de una falta de auxilio percibida por el rey Alfonso VI cuando solicitó de su súbdito castellano que se reuniera con su ejército para apoyarle en el fracasado sitio de Aledo, el Cid decidió emprender su actividad bélica en Levante de modo personal e independiente.
En primer lugar saqueó y tomó el control de la antigua taifa de Denia, en estos momentos en poder de Al-Mundir, con lo que el rey de la taifa ilerdense pidió ayuda Berenguer Ramón II de Barcelona, que estaba en la obligación de proteger los dominios de Al-Mundir debido al cobro de parias que tenía establecidas con Lérida. También solicitó el apoyo de Sancho Ramírez de Aragón, del conde Armengol IV de Urgel e incluso de su tío Al-Musta'in II de Zaragoza. De todos ellos, sólo el conde de Barcelona aceptó aliarse con el rey musulmán de Lérida. Al-Musta'in II de Zaragoza, quizá recordando los servicios que el Cid había prestado durante seis años a su padre, Al-Mutamán, avisó a Rodrigo de la coalición que se había reunido para presentarle batalla.
El ejército del Campeador era inferior en número, por lo que decidió elegir el terreno, y situó sus tropas a la entrada del valle de una zona de bosque montañoso, el pinar de Tévar, en el Maestrazgo, entonces perteneciente a la taifa de Lérida. El ejército enemigo marchaba al mando de Berenguer Ramón II el Fratricida. Posiblemente ambos recordaran el enfrentamiento pasado en la batalla de Almenar; el caso es que la Historia Roderici hace pensar en que sostuvieron un intercambio de mensajes en el que se provocaban mutuamente.
El conde de Barcelona decidió que un contingente de sus caballeros ascendiese durante la noche el monte a cuyos pies acampaba la hueste del Campeador con el objeto de atacar por sorpresa su retaguardia. Según la Estoria de España de Alfonso X el Sabio, Rodrigo, a su vez, ideó que la misma noche unos cuantos de sus hombres actuaran como si escaparan desorientados de algún peligro y se dejaran prender por los barceloneses, con el fin de informarles erróneamente de sus planes.

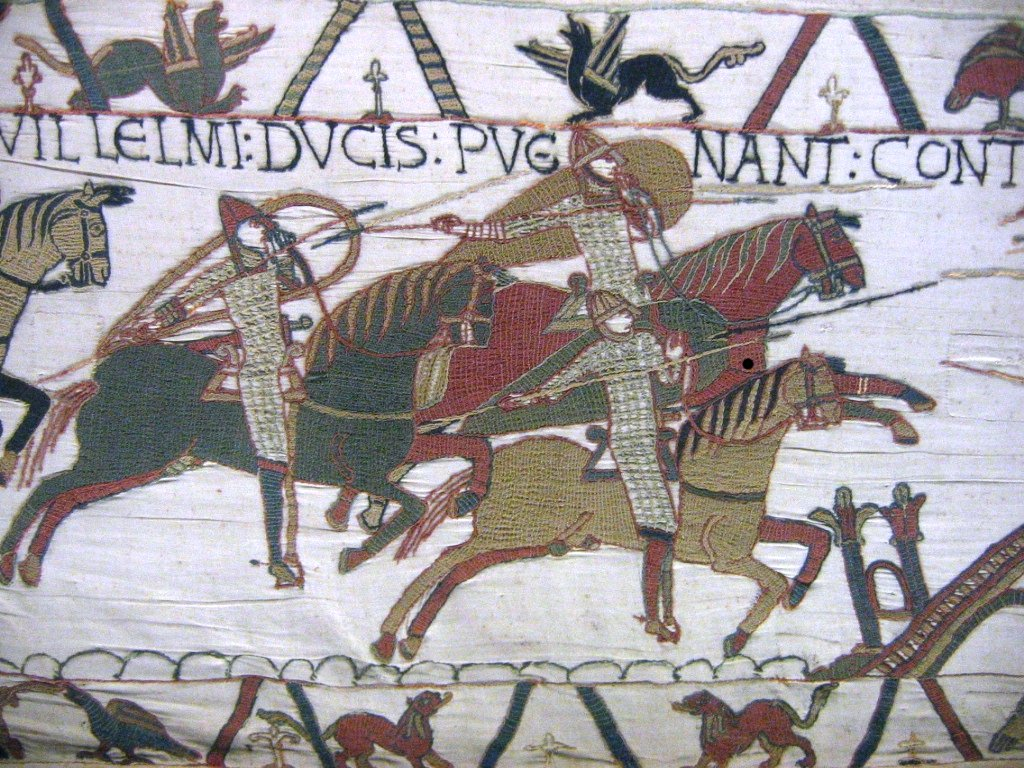
Caballeros del. Las lanzas son aún arma arrojadiza y la caballería más bien ligera. Todavía no se ha impuesto el tipo de carga con gruesas, largas y potentes lanzas de la caballería pesada que se describe en el Cantar de mio Cid hacia 1200, y cuya técnica se plasma en el tipo de combate de los torneos caballerescos de la Baja Edad Media.

La persecución de una parte del ejército de Berenguer Ramón al señuelo del Campeador, junto con los hombres que hubieron de trepar a la montaña rodeando el campamento del castellano, obligó a una importante fragmentación de las tropas barcelonesas. Muchos de los hombres disgregados del grueso de las tropas de Berenguer fueron, además, sorprendidos por contingentes musulmanes que, emboscados, servían a las órdenes de Rodrigo.
Al amanecer, los barceloneses que habían llegado a emboscarse a espaldas del Cid, se abalanzaron monte abajo sobre el campamento castellano. El Campeador consiguió preparar a sus tropas con celeridad y hacerles frente; el resto del ejército del Cid descendió a enfrentarse con el grueso de las tropas de Berenguer, que subían desde el valle. Al primer choque, el centro del ejército del Fratricida fue desbaratado, aunque el Cid cayó de su caballo resultando herido. Finalmente la mesnada del Campeador logró una decisiva victoria, capturando a muchos enemigos, entre los que se contaban el propio conde de Barcelona y los principales nobles de su séquito, como el barón o conde de Cervellón Giraldo Alamán, el vizconde de Tarragona Diosdado Bernaldo (o más probablemente su hijo, el vizconde de Cardona Bernardo Amat (1086-1151, aunque sólo gobernó efectivamente desde 1099 en que alcanzó la mayoría de edad), Ramón Mirón (o más plausiblemente su hermano Arnal, bien documentado en el entorno de Berenguer Ramón II), Ricardo Guillén, Raimundo de Barbarán y Dorea de Castellvell. El botín obtenido fue muy importante: vajillas de oro y plata, vestidos de tejidos preciosos, caballos de combate, de carga, mulas y gran cantidad de armas de guerra, que presentaron al Cid, convaleciente en su tienda de campaña.
Pocos días más tarde, Rodrigo Díaz negoció la liberación de los aristócratas catalanes a cambio de cuantiosos rescates que, según la Historia Roderici, ascendieron a ochenta mil marcos de oro. Siendo el marco una unidad de masa de aproximadamente 234 gr, resultaría una fabulosa cantidad de unos 18 700 kilos del metal precioso. En cambio, si atendemos a la refundición de la misma biografía latina que transmite la Versión crítica de la Estoria de España, se trataría de 8000 marcos que deberían entenderse como mancusos de oro de Valencia –moneda acuñada similar al dinar almorávide que circuló entre 1060 y 1110–, lo cual daría un valor menos exagerado, aunque siga siendo elevado. De cualquier modo, queda clara la importancia de estas capturas y las elevadas ganancias que habrían supuesto al Cid los respectivos rescates, si bien la biografía latina del Cid refiere que el caudillo castellano los liberó sin contraprestación.
El Campeador se retiró a curarse de sus heridas a un lugar llamado «Salarca» en la Historia Roderici, que quizá sea la «Shaqarqa» que las fuentes árabes sitúan cerca de Zaragoza, donde Rodrigo permaneció por dos meses. Posteriormente se instaló en Daroca, posiblemente en el invierno del año 1090-1091, donde consta que el castellano estuvo gravemente enfermo, quizá a consecuencia de la infección de heridas causadas por la caída del caballo en Tévar. Esta coyuntura fue aprovechada por Berenguer Ramón II para pedirle un tratado de paz entre ellos, solicitud a la que en un principio el Cid se negó pero, finalmente, y conminado a ello por sus capitanes, acabó aceptando. El pacto consistía en que a cambio de firmar la paz, el conde de Barcelona cedía al Cid las parias que la taifa de Lérida pagaba por el protectorado barcelonés sobre Denia.